# شصتانرودبالا
شصتن رود، روستایی از توابع بخش اطاقور شهرستان لنگرود در استان گیلان ایران است.

## جمعیت
این روستا در دهستان لات لیل قرار دارد و براساس سرشماری مرکز آمار ایران در سال ۱۳۸۵، جمعیت آن ۷۹ نفر (۲۰خانوار) بوده‌است.
(این روستا در سال 1399 با شصتنرود پایین تجمیع شده است و جمعیت آن بالای 130 نفر می باشد
وتعداد خانوار در حال حاضر بالای 30 خانوار می باشد